# Sophia Junk
Sophia Junk, född den 1 mars 1999 i Trier, är en tysk friidrottare som tävlar i kortdistanslöpning.

## Karriär
Sophia Junk ingick i det tyska lag som kvalificerade sig för finalen på 4x100 meter och som sedermera tog brons på korta stafetten vid OS 2024.